# Абдрахманово (Аургазинський район)
Абдрахма́ново (рос. Абдрахманово, башк. Абдрахман) — присілок у складі Аургазинського району Башкортостану, Росія. Входить до складу Тукаєвської сільської ради.
Населення — 147 осіб (2010; 128 в 2002).
Національний склад:
- татари — 60%
- башкири — 40%